# 間宮厚司
間宮 厚司（まみや あつし、1960年8月7日 ‐ ）は、日本の日本語学者、法政大学文学部教授。専門は日本古典語学。

## 略歴
東京都生まれ。学習院高等科から学習院大学文学部に進み、同大学院博士前期課程を修了し、博士後期課程中退後、鶴見大学文学部専任講師、助教授を経て、法政大学教授。文学博士。
1990年「『おもろさうし』の係り結びについて」で第12回沖縄文化協会賞（言語学部門）受賞。
大学～大学院時代を通じての師は、大野晋である。将棋とウォーキングが趣味である。

## 単著
- 『万葉難訓歌の研究』（法政大学出版局、2001年）
- 『万葉集の歌を推理する』（文春新書、2003年）
- 『おもろさうしの言語』（笠間書院、2005年）
- 『沖縄古語の深層』（森話社、2008年）
- 『万葉異説』（森話社、2011年）

## 編著
- 『高村光太郎新出書簡 大正期 田村松魚宛』（笠間書院、2006年）